# A Walk to Remember
A Walk to Remember är en amerikansk dramafilm från 2002 i regi av Adam Shankman. Filmen är baserad på bokromanen av Nicholas Sparks. Romanen utspelar sig under 1950-talet, filmen 1998.

## Handling
Landon Carter är den tuffa och populära killen som faller för skolans tönt, Jamie Sullivan. Hon ser något i honom som varken han själv eller någon annan tidigare har sett. Efter en tragisk olycka som Landons nära vän råkade ut för, blev han tvingad att spela huvudrollen i skolans teater mot Jamie.

## Rollista
| Shane West            | – Landon Carter     |
| Mandy Moore           | – Jamie Sullivan    |
| Peter Coyote          | – Reverend Sullivan |
| Daryl Hannah          | – Cynthia Carter    |
| Lauren German         | – Belinda           |
| Clayne Crawford       | – Dean              |
| Al Thompson           | – Eric              |
| Paz de la Huerta      | – Tracie            |
| Jonathan Parks Jordan | – Walker            |
| Matt Lutz             | – Clay Gephardt     |
| David Andrews         | – Mr. Kelly         |
| David Lee Smith       | – Dr. Carter        |
| Xavier Hernandez      | – Luis              |
| Marisa Miller         | – Ms. Garber        |
| Paula Jones           | – Sally             |

## Musik i filmen
- Cannonball, skriven av Kim Deal, framförd av The Breeders
- So What Does It All Mean?, skriven av Shane West, framförd av West Gould & Fitzgerald
- Empty Spaces, skriven av Carl William Bell, framförd av Fuel
- Lighthouse, skriven av Jeral Vince Gray och Percy E. Gray Jr., framförd av Mandy Moore
- Friday on My Mind, skriven av Harry Vanda och George Young, framförd av Noogie
- Anything You Want, skriven av Jeffrey Cardoni och Patrick Houlihan, framförd av Skycopter 9
- Tapwater, skriven av Rob Basile, Brett Kane, Levon Sultanian, Jason Radford och Christian Hernandez, framförd av Onesidezero
- If You Believe, skriven av Guy Roche och Shelly Peiken, framförd av Rachael Lampa
- No Mercy, skriven av David Foster, Brian J. Grillo, Michael Hateley och Derek O'Brien, framförd av Extra Fancy
- No One, skriven av Terry P. Baisamo, Stephen D. Hayes, Jeremy D. Marshall, Samuel Alan McCandless och Ronald Ward, Jr., framförd av Cold
- Enough, skriven och framförd av Matthew Hager
- Mother We Just Can't Get Enough, skriven av Gregg Alexander, framförd av New Radicals
- Only Hope, skriven av Jonathan Mark Forman, framförd av Mandy Moore
- Get Ur Freak On, skriven av Missy Elliott och Tim Mosley, framförd av Missy Elliott
- Flood, skriven av Daniel Paul Haseltine, Charles Daniel Lowell, Stephen Daniel Mason och Matthew Thomas Odmark, framförd av Jars of Clay
- Dancin' in the Moonlight, skriven av Sherman Kelly, framförd av Toploader
- Someday We'll Know, skriven av Gregg Alexander, Danielle Brisebois och Debra Holland, framförd av Mandy Moore och Jonathan Foreman
- Learning to Breathe, skriven av Jonathan Mark Foreman, framförd av Switchfoot
- All Mixed Up, skriven av Nicholas Lofton Hexum och Douglas Vincent Martinez, framförd av 311
- Dare You To Move, skriven av Jonathan Mark Foreman, framförd av Switchfoot
- You, skriven av Jonathan Mark Foreman, framförd av Switchfoot
- It's Gonna Be Love, skriven av Anthony Michael Bruno och Thomas V. Byrnes, framförd av Mandy Moore
- Only Hope, skriven av Jonathan Mark Foreman, framförd av Switchfoot
- Cry, skriven av J. Renald, framförd av Mandy Moore
- Numb In Both Lips, skriven av Dave Jay, Jim Sumner och Austin Reynolds, framförd av Soul Hooligan

## Utmärkelser
- 2002 - MTV Movie Award - bästa kvinnliga debutant, Mandy Moore
- 2002 - Teen Choice Award - bästa kvinnliga debutant, Mandy Moore
- 2002 - Teen Choice Award - bästa kemi, Mandy Moore och Shane West